# Bulwa (grzyby)
Bulwa grzybów – u grzybów jest to charakterystyczne zgrubienie podstawy trzonu. Trzon z bulwą zwany jest trzonem bulwiastym.
Położenie. Bulwa może być:
- zagłębiona w ziemi,
- częściowo zagłębiona
- nadziemna.

Kształt. Bulwa może być stożkowata, kulista, półkulista, wrzecionowata, maczugowata, obrzeżona.
Osłona. Bulwa może być naga lub okryta osłoną – wówczas jest to bulwa pochwiasta.

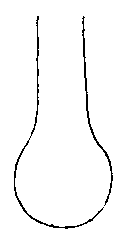
Kulista
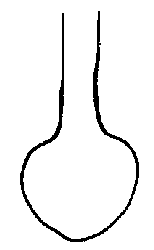
Wrzecionowata
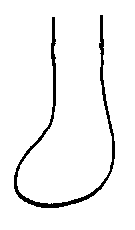
Maczugowata
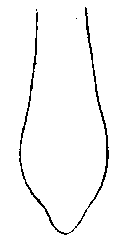
Stożkowata
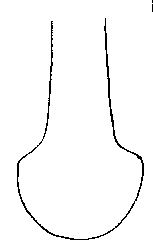
Obrzeżona